# Kelainai
Kelainai (altgriechisch Κελαιναί) war eine der bedeutendsten antiken Städte Kleinasiens, insbesondere in der Achämenidenzeit. An den Quellen des Mäander und am Kreuzungspunkt mehrerer wichtiger Straßen gelegen, darunter der persischen Königsstraße, war die phrygische Stadt vermutlich bereits in der Bronzezeit ein regionales Handelszentrum und entwickelte sich, nachdem sie unter Antiochos I. in Apameia umbenannt worden war, bis in römische Zeit neben Ephesos zum größten Markt Kleinasiens, wie Strabon berichtete. In byzantinischer Zeit verlor die Stadt an Bedeutung, wurde aber vermutlich nie ganz aufgegeben. Die heutige Stadt Dinar überbaut einen Teil des antiken Stadtgebietes, archäologische Überreste sind nur noch wenige zu sehen.

## Lage und Topographie
Kelainai lag an den Quellen des Mäander, heute liegt an ihrer Stelle die Stadt Dinar (Provinz Afyon). Kelainai war, wie heute Dinar, ein wichtiger Verkehrsknotenpunkt im Grenzgebiet zwischen Lydien und Phrygien und wird von vielen antiken Autoren erwähnt. Die Heerzüge von Xerxes I., dem jüngeren Kyros, Alexander dem Großen sowie dem römischen Konsul Gnaeus Manlius Vulso marschierten hier durch. In Kelainai trafen vier wichtige Routen zusammen; vermutlich passierte auch die persische Königsstraße die Stadt. Die schilfreichen Mäanderquellen bei Kelainai, die durch den nahegelegenen See Aulotrene unterirdisch gespeist werden, sind Hintergrund für eine alte, vielschichtige Mythenbildung.
Der älteste, bronzezeitliche Siedlungskern lag auf dem heute weitgehend unbebauten Üclerce Tepe im Nordosten Dinars. Von dort breitete sich das Stadtgebiet vermutlich bis in römische Zeit insbesondere nach Westen hin aus, weitläufige Nekropolen mit zum Teil beachtlich großen Fels- und Hügelgräbern geben einen Eindruck seiner ehemaligen Ausdehnung. Im Umland fanden sich verstreut weitere große Grabhügel, die vermutlich im Zusammenhang mit der Stadt stehen. Der bekannteste darunter ist der Tumulus von Tatarlı.

## Mythologie

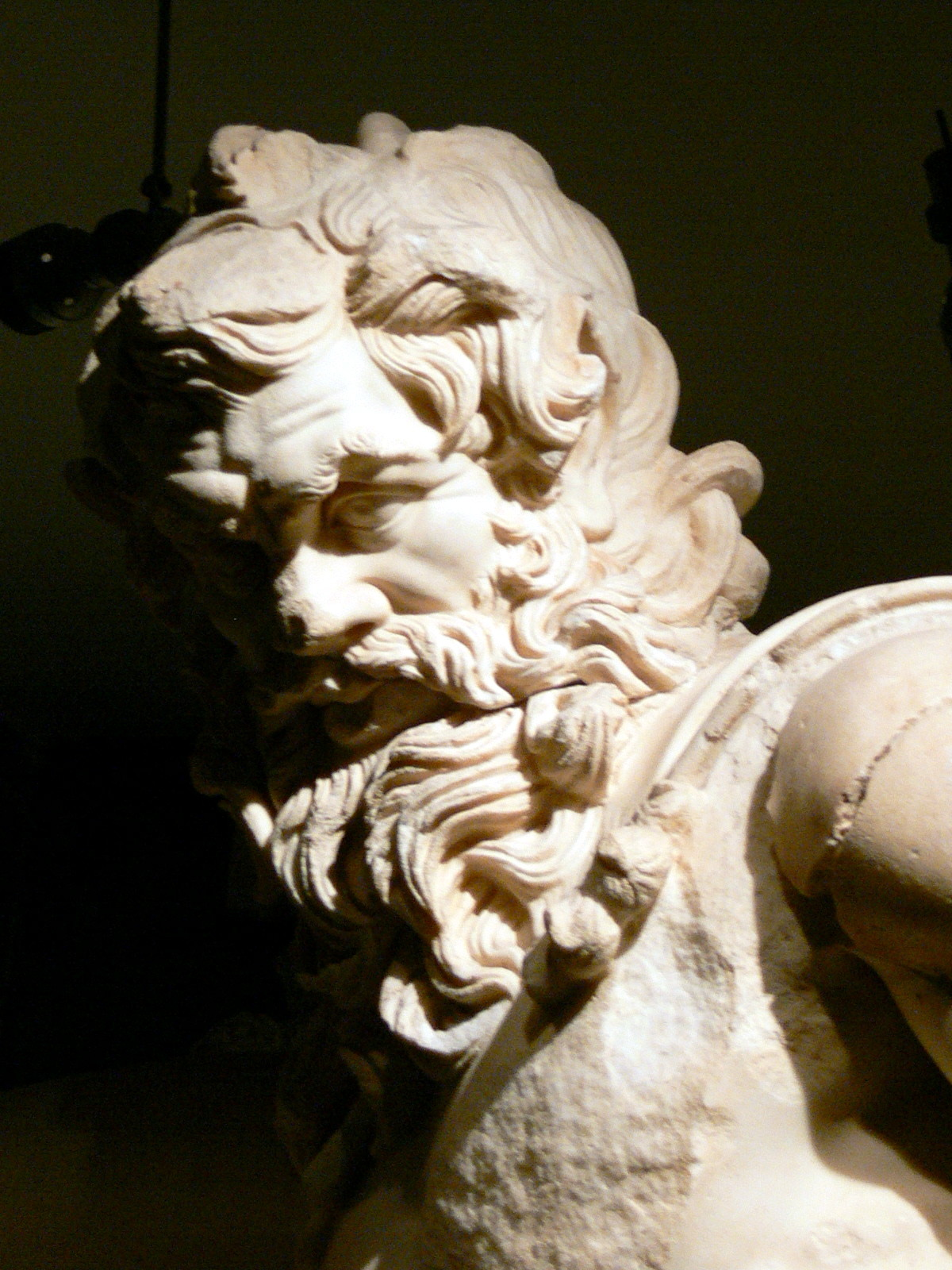
Marsyas-Darstellung vom Theater von Perge

Die bekannteste Legende, die mit Kelainai in Zusammenhang steht, ist die des Wettbewerbs zwischen Apollon und Marsyas; Marsyas findet sich häufig auf Münzprägungen der Stadt wiedergegeben. Der Ort der Marter des Satyrs ist den älteren Überlieferungen zufolge in Kelainai bei der Quelle des Flusses Marsyas. Dieser entspringt nach einer Version dem geschundenen Körper des Marsyas, nach einer anderen Version entsteht er durch die Tränen der Satyrn und Nymphen, die Marsyas' schreckliches Schicksal beweinen. Eine weitere Version, die von Plinius berichtet und von Solinus übernommen wird, lässt den Wettbewerb im Tal der Aulotrene stattfinden, das etwa acht Kilometer von der Stadt entfernt liegt.
Ein weiterer Legendenkreis, der in Kelainai angesiedelt ist, steht mit einem anderen berühmten Phrygier im Zusammenhang, dem König Midas. Mehrere Quellen nennen Kelainai als die Hauptstadt seines Königreichs und sagen, dass Marsyas ursprünglich als Quelle des Midas bezeichnet wurde: Sie entsprang auf Wunsch des phrygischen Königs durch Dionysos’ Hilfe. Kallisthenes gab die zweifellos lokal tradierte Legende wieder, nach der Zeus Idaios einen Abgrund in Kelainai sich öffnen ließ, der mehrere Häuser mit ihren Bewohnern verschlang. Ein Orakel hatte Midas geweissagt, dass sich der Abgrund erst wieder schließe, wenn er sein wertvollstes Gut hineinwerfe. Schließlich stürzte sich sein Sohn Anchurus reitend in den Schlund, der sich daraufhin wieder schloss. An seiner Stelle ließ Midas einen goldenen Altar für Zeus Idaios errichten.
Einem dritten in Kelainai-Apameia angesiedelten Mythos entsprechend soll hier der Berg Ararat zu lokalisieren sein, auf dem die Arche Noah nach der Sintflut aufgesetzt hat. Diese Lokalisierung ist erstmals in den Sibyllinischen Orakeln (1, 261) bezeugt und in der Folge bei Julius Africanus und anderen byzantinischen Autoren. Auf verschiedenen Münzen des 3. Jahrhunderts aus Apameia findet sich Noah mit seiner Arche abgebildet. Sie zeigen, dass es sich vorwiegend um eine lokale Überlieferung handelt, die sicher mit der großen jüdischen Gemeinde in Apameia in Zusammenhang steht.

## Geschichte

### Frühgeschichte und Perserzeit
Aufgrund seiner hervorragenden geographischen Lage gehen die urbanen Wurzeln Kelainais bis in die Bronzezeit zurück. Im 6. Jahrhundert v. Chr. geriet die Stadt unter lydischen Einfluss und trat mit griechischen und ionischen Städten in intensiven Handelskontakt. In kurzer Zeit avancierte sie zu einem wichtigen Handelszentrum. In der ersten literarischen Erwähnung der Stadt ist von dem in Kelainai ansässigen Lyder Pythios die Rede, der an Reichtum nur vom Großkönig Xerxes übertroffen worden sein soll. Er hatte bereits an Dareios I., den Vater des Xerxes, kostbare Geschenke gesandt und es ist anzunehmen, dass sich seine Familie bereits in vorachämenidischer Zeit in Kelainai niedergelassen hatte, als die Stadt unter lydischer Herrschaft stand.
In achämenidischer Zeit wurde Kelainai zur persischen Königsresidenz, wohl der einzigen Kleinasiens. Nach Xenophon ließ Xerxes unmittelbar nach seiner Niederlage bei Salamis (479 v. Chr.) am Fuß der Oberstadt einen Palast bauen. An den Quellen des Mäander ließ der jüngere Kyros eine weitere Palastanlage errichten, die von einem großen paradeisos, einem Jagdgarten voll mit Wildtieren, umgeben war. In seiner Residenzstadt sammelte er im Jahr 401 v. Chr. seine Armee zum Schlag gegen seinen Bruder Artaxerxes II. Die Armee vereinigte sich hier mit 10.000 Griechischen Söldnern, die aus Sardeis kamen (Anabasis, Zug der Zehntausend, Xenophon).
Sicher war Kelainai auch phrygischer Satrapensitz, auch wenn hiervon keine Überlieferungen bekannt sind. Bei Kelainai ließ der Satrap Pharnabazos Alkibiades ermorden (404 v. Chr.), während dieser als Flüchtling in Phrygien weilte. Alkibiades hatte sich nördlich von Kelainai in einem Ort namens Melissa niedergelassen, wo auch sein bis in die Kaiserzeit verehrtes Grab errichtet war.
Im Jahr 333 v. Chr. erreichte Alexander der Große mit seinen Armeen Kelainai und setzte Antigonos als Satrapen von Phrygien ein. Die Stadt war sodann seleukidisch.

### Hellenistische Zeit
Antiochos I. Soter (324–261 v. Chr.) gründete später die Stadt neu und gab ihr, nach seiner Mutter, den Namen Apameia. Nach Strabon siedelte Antiochos Bewohner von Kelainai nach Apameia um, dennoch wurde der Name Kelainai offenbar nicht ganz aufgegeben: Dion Chrysostomos (35) hielt z. B. seine Rede nicht in Apameia, sondern in Kelainai. Vermutlich wurde daher allenfalls im Rahmen einer Stadterweiterung der Siedlungsschwerpunkt nach Süden hin verschoben. Wie Kelainai diente auch Apameia als Residenzstadt mit einer wichtigen seleukidischen Palastanlage. Hier residierte Antiochos III. zwischen 193 und 188 v. Chr. und hier wurde 188 v. Chr. der Friede zwischen der Römischen Republik und dem Seleukidenreich geschlossen. Apameia war danach Teil des pergamenischen Königreichs und wurde im Jahr 133 v. Chr. zusammen mit den anderen pergamenischen Besitzungen römisch. Im Jahr 129 v. Chr. wurde die Stadt an Mithridates V. von Pontos abgetreten und nach dessen Tod 120 v. Chr. für frei erklärt.

### Römische Zeit
Trotz der offensichtlichen römischen Präsenz in der Stadt wurde sie erst im Jahr 84 v. Chr. in die Provinz Asia aufgenommen. Im Lauf der ersten Hälfte des 1. Jahrhunderts v. Chr. wurde Apameia mehrmals der Provinz Kilikien zugeordnet und ging dann wieder an Asia zurück. Auch in römischer Zeit behielt die Stadt ihre wirtschaftliche Bedeutung und war nach Ephesos der größte Marktort in Kleinasien und der Hauptort eines Conventus. Häufige Darstellungen der Arche Noah auf den kaiserzeitlichen Prägungen der Stadt weisen auf einen beträchtlichen jüdischen Bevölkerungsanteil hin. Erst in der byzantinischen Epoche ging die Bedeutung der Stadt deutlich zurück, wenngleich sie bis ins 9. Jahrhundert Bischofssitz blieb. Noch heute besteht ein Titularbistum Apamea in Bithynia.